# Marc Elias
Marc Elias, född 16 januari 1994, är en tysk-svensk travkusk. Han var delaktig och drev Lugauer Stable tillsammans med sin far Conrad Lugauer på en gård i Blentarp i Skåne län. Flyttade år 2022 till Axevalla travbana.
Han har kört hästar som Campo Bahia, Gareth Boko, Harran Boko, Calvin Borel, Ferrari Sisu och Breidabliks Nubbe. Han har beskrivit Campo Bahia som den bästa häst han kört i lopp och träning.

## Karriär
Elias är född och uppvuxen i München i Tyskland. Familjen flyttade till Sverige 2007 efter att fadern Conrad Lugauer flyttat sin travverksamhet till Blentarp i Skåne län. Under tonåren spelade han fotboll och gick gymnasiet med specialinriktning på fotboll. Efter faderns seger i Olympiatravet 2010 med Copper Beech växte hans intresse för trav alltmer. Mellan åren 2015 och 2017 arbetade han som lärling hos först Petri Puro och sedan Marcus Lindgren. Han arbetade även hos Björn Goop i drygt nio månader. Under hösten 2017 återvände han till familjens stall och arbetar nu där.
Under det franska vintermeetinget 2017–2018 körde han sina första två lopp på Vincennesbanan utanför Paris i Frankrike som kusk till stallets då största stjärna Calvin Borel.
Elias hade sitt hittills bästa år som kusk säsongen 2019. Under året körde han in 6,6 miljoner kronor. Han tog årets största seger i Bronsdivisionens final i december med Night Brodde. Han körde även Ferrari Sisu till en andraplats i 2019 års upplaga av Svenskt Travderby.
Den 11 januari 2020 fick han chansen att köra Campo Bahia i det stora femåringsloppet Prix de Croix på Vincennesbanan. De ledde loppet länge, men lyckades inte öka på upploppet och slutade på sjätteplats.

## Segrar i större lopp
| År   | Lopp                             | Häst              | Tränare        | Grupp |
| ---- | -------------------------------- | ----------------- | -------------- | ----- |
| 2018 | Lärlingseliten                   | Toddler           | Conrad Lugauer | -     |
| 2018 | Graf Kalman Hunyady Gedenkrennen | Breidabliks Nubbe | Conrad Lugauer | -     |
| 2019 | Bronsdivisionens final, dec      | Night Brodde      | Conrad Lugauer | -     |
| 2020 | Gulddivisionen, försök, jan      | Gareth Boko       | Conrad Lugauer | -     |
| 2020 | Klass II-final, feb              | Il Duce Boko      | Conrad Lugauer | -     |
| 2020 | Silverdivisionens final, feb     | Harran Boko       | Conrad Lugauer | -     |
| 2020 | Gulddivisionen, försök, feb      | Gareth Boko       | Conrad Lugauer | -     |
| 2020 | Gulddivisionen, försök, mars     | Gareth Boko       | Conrad Lugauer | -     |